# Nephradenia
Nephradenia là chi thực vật có hoa trong họ Apocynaceae.